# Дестратификатор
Дестратификатор (вентилятор-дестратификатор) — это устройство, предназначенное для выравнивания температуры воздуха (дестратификации) в помещении.
Благодаря работе дестратификатора нахождение в помещении становится более комфортным, также сокращается потребление электроэнергии климатической техникой (кондиционерами, обогревателями и т. д.).
Дестратификатор — это воздушная пушка без нагревательного элемента, создающая концентрированный низкоскоростной нетурбулентный поток воздуха.

## Термическая дестратификация
Известно, что теплый воздух легче холодного, поэтому он поднимается к потолку, а холодный скапливается у пола. Это явление получило название термической или тепловой стратификации (расслоения). Его можно наблюдать даже в небольших комнатах, где температура воздуха у потолка будет несколько выше, чем у пола. В больших помещениях разница может превышать 14 градусов Цельсия.
Из-за стратификации увеличивается нагрузка на климатическую технику, расход электроэнергии, а также ускоряется процесс «ухода» тепла через крышу.
Дестратификация – это перемешивание теплого и холодного воздуха, для обеспечения внутренней циркуляции. Теплый воздух подается из дестратификатора вниз, где смешивается с холодным.
Чем выше установлен дестратификатор и больше его производительность, тем большую площадь он может обслужить.
Включение дестратификатора в климатическую систему здания обеспечивает эффективную работу техники без ненужных трат энергии.
- Расходы на отопление сокращаются на 20-50%[источник не указан 4218 дней]
- Расходы на кондиционирование снижаются на 20-50%[источник не указан 4218 дней]

## Область применения дестратификаторов
Современные дестратификаторы обеспечивают циркуляцию воздуха в помещениях высотой до 30-40 метров, что позволяет устанавливать их в практически любых зданиях. Чаще всего дестратификаторы применяют в супермаркетах, производственных помещениях, складах, оранжереях и теплицах, бассейнах и спорткомплексах для ликвидации «холодных углов», предотвращения образования конденсата и выравнивания температуры.